# Haruka Kokai
Haruka Kokai (japanisch 小海 遥 Kokai Haruka; * 20. Januar 2003 in Myōkō) ist eine japanische Leichtathletin, die sich auf den Langstreckenlauf spezialisiert hat. 2023 wurde sie Asienmeisterin im 10.000-Meter-Lauf.

## Sportliche Laufbahn
Erste internationale Erfahrungen sammelte Haruka Kokai im Jahr 2023, als sie bei den Asienmeisterschaften in Bangkok in 32:59,36 min auf Anhieb die Goldmedaille im 10.000-Meter-Lauf gewann. Damit ist sie die erste japanische Leichtathletin, die einen Titel über diese Distanz gewinnen konnte. Im Jahr darauf wurde sie bei den Olympischen Sommerspielen in Paris in 31:44,03 min 19. über 10.000 Meter.

## Persönliche Bestzeiten
- 3000 Meter: 9:04,56 min, 21. Mai 2023 in Utsunomiya
- 5000 Meter: 15:23,98 min, 4. Juni 2023 in Osaka
- 10.000 Meter: 30:57,67 min, 10. Dezember 2023 in Tokio